# Theodor Klem
Theodor "Thea" Klem (født 20. januar 1889, død 15. juli 1963) var en norsk roer fra Oslo, der deltog i to olympiske lege i begyndelsen af 1900-tallet.
Ved OL 1912 i Stockholm deltog Klem i firer med styrmand (outrigger), hvor han roede sammen Henry Ludvig Larsen, Mathias Torstensen og brødrene Haakon og Ejnar Tønsager. Det var første og eneste gang, denne bådtype var på programmet ved OL, og den norske båd fra Kristiania Roklub vandt først sit indledende heat, derpå sin kvartfinale, inden båden i semifinalen blev slået af den britiske båd. Som taber af semifinalen vandt nordmændene (sammen med danskerne, der tabte den anden semifinale) dermed bronze.
Klem deltog igen ved OL 1920 i Antwerpen, hvor han roede firer med styrmand sammen med Per Gulbrandsen, Henry Ludvig Larsen, Birger Var og styrmand Thoralf Hagen. Båden indledte med at vinde sit indledende heat, men i finalen kunne de sammen med amerikanerne ikke følge med den schweiziske båd, der vandt guld. De to øvrige både kom ind i samme tid, men amerikanerne fik sølvmedaljen.

## OL-medaljer
- 1912:  Bronze i firer med styrmand (outrigger)
- 1920:  Bronze i firer med styrmand